# Maria Klementyna Potocka
Maria Klementyna z Sanguszków Potocka (ur. 30 marca 1830 w Sławucie, zm. 17 października 1903 we Lwowie) – polska księżniczka, żona namiestnika Królestwa Galicji i Lodomerii i dyplomaty Alfreda Józefa Potockiego.

## Życiorys
Urodziła się w rodzinie patrioty i działacza społecznego, księcia Romana Sanguszki i jego żony Natalii z Potockich. Jej matka zmarła 8 miesięcy po porodzie, a ojciec za udział w powstaniu listopadowym dostał się do niewoli. Marię wychowali dziadkowie, Eustachy Erazm Sanguszko i Klementyna Czartoryska. 18 marca 1851 w Sławucie poślubiła Alfreda Józefa Potockiego, który był o trzynaście lat starszym od niej kuzynem. Wniosła mężowi ogromny posag, którym były odziedziczone po dziadkach dobra w Antoninach. Jako żona namiestnika Królestwa Galicji i Lodomerii organizowała bale, rauty i spotkania towarzyskie, była postrzegana jako osoba skrupulatna i nie znosząca braku subordynacji. Jej mąż w 1880 podjął decyzję o budowie wytwornego pałacu w południowo-zachodniej części Lwowa, przy obecnej ulicy Mikołaja Kopernika. Po śmierci męża w 1889 nadzorowała dokończenie budowy lwowskiego pałacu, majątek w Antoninach przekazała młodszemu synowi Józefowi. Pod koniec życia latem przebywała w Antoninach, a jesień i zimę we Lwowie.
Zmarła we Lwowie.
Maria Klementyna była damą krzyża gwiaździstego.